# アダルトボーイズ遊遊白書
『アダルトボーイズ遊遊白書』（Grown Ups 2）は、デニス・デューガン監督、アダム・サンドラー製作・主演による2013年のアメリカ合衆国のバディ・コメディ映画である。2010年の映画『アダルトボーイズ青春白書』の続編である。共演はケヴィン・ジェームズ、クリス・ロック、デヴィッド・スペード、ニック・スウォードソン、サルマ・ハエックらである。2013年7月12日にアメリカ合衆国で封切られたが、批評家には酷評され、第34回ゴールデンラズベリー賞で9つのノミネートに至った。

## キャスト
※括弧内は日本語吹替。
- レニー・フェダー - アダム・サンドラー（松本保典）
- エリック・ラモンソフ - ケヴィン・ジェームズ（原田晃）
- カート・マッケンジー - クリス・ロック（江藤博樹）
- マーカス・ヒギンズ - デヴィッド・スペード（鈴木幸二）
- ニック・ヒリアード - ニック・スウォードソン
- ロクサーヌ・フェダー - サルマ・ハエック（世戸さおり）
- サリー・ラモンソフ - マリア・ベロ
- ディアン・マッケンジー - マーヤ・ルドルフ
- ブレーデン・ヒギンズ - アレクサンダー・ルドウィグ
- ウィリー - スティーヴ・ブシェミ
- マルコム・フルズィー - ティム・メドウス
- ロビドークス - ジョナサン・ローラン（英語版）
- Muzby - ケヴィン・グラディ
- Tardio - リッチー・ミネルヴィーニ
- Jackie Tardio - ジャッキー・サンドラー（英語版）
- サヴァンナ - アリソン・ミシェルカ
- デニス・"トミー"・キャバノー - スティーブ・オースチン（楠大典）
- Officer Fluzoo - シャキール・オニール（宮本克哉）
- 男性チアリーダー - アンディ・サムバーグ
- グレッグ・フェダー - ジェイク・ゴールドバーグ（英語版）
- キース・フェダー - キャメロン・ボイス
- ベッキー・フェダー - アレクシス・ニコール・サンチェス（水瀬郁）
- ドナ・ラモンソフ - エイダ＝ニコル・サンガー（英語版）
- ビーン・ラモンソフ - フランク・ジンジャーリッチ
- ラモンソフ夫人 - ジョージア・エンジェル（英語版）
- アンドレ・マッケンジー - Nadji Jeter
- シャーロット・マッケンジー - チャイナ・アン・マクレーン
- ロニー・マッケンジー - Kaleo Elem
- Frat Boy Andy - テイラー・ロートナー
- Frat Boy Milo - マイロ・ヴィンティミリア
- Frat Boy Cooper - パトリック・シュワルツェネッガー
- Frat Boy Zac - デヴィッド・ヘンリー
- Frat Boy Jimmy - ジミー・タトロ
- Frat Boy Jared - ジャレッド・サンドラー
- カイル - オリヴァー・ハドソン
- Hot Dance Teacher - エイプリル・ローズ
- Hippie Teacher - アレン・コヴァート（英語版）
- 女性チアリダー - エリン・ヘザートン
- 男性チアリーダー - タラン・キラム
- 男性チアリーダー - ボビー・モイニハン
- 男性チアリーダー - ウィル・フォーテ
- 男性チアリーダー - ポール・ブリテイン
- 男性チアリーダー - ヨーマ・タコンヌ
- 男性チアリーダー - アキヴァ・シェイファー
- Nancy Arbuckle - ハルストン・セイジ
- ペニー - シェリ・オテリ
- マリー・フルズィー - エレン・クレッグホーン（英語版）
- ダンテ巡査 - ピーター・ダンテ（英語版）（今村一誌洋）
- Dickie Bailey - コリン・クイン
- Squats Fitness Janitor  - ジョン・ロヴィッツ
- The Great Rinaldo - クリス・バーマン（英語版）
- ダフィ - アレックス・ポンシオ
- キティ - クリス・ミュレル
- Gym Teacher - ダン・パトリック（英語版）
- フットボールのコーチ - マイケル・ケイ（英語版）

## 製作
脚本はアダム・サンドラー、ティム・ハーリヒー、フレッド・ウルフが執筆し、監督はサンドラーと長年コラボレーションしているデニス・デューガンが務めた。撮影は2012年6月2日よりマサチューセッツ州で始まり、8月15日に完了した。

## 公開

### 批評家の反応
Rotten Tomatoesでは95件のレビューで支持率は7%、平均点は2.6/10となった。またMetacriticでは28件のレビューで加重平均値は19/100であった。『タイム』誌では2013年最低の映画として挙げられた。

### 興行収入
北アメリカでは累計で1億3366万8525ドル、その他の国々では1億1331万5753ドル、全世界合算で2億4698万4278ドルを売り上げている。
北アメリカでは公開初日に1630万ドルを売り上げた。公開初週末には4150万8572ドルを売り上げ、『怪盗グルーのミニオン危機一発』に次いで2位となった。2週目末は1987万2150ドルを売り上げて4位に下落した。3週目末には1160万811ドルを売り上げて5位に下落した。4週目末には794億5069万ドルを売り上げて6位に下落した。

### ホームメディア
アメリカ合衆国では2013年11月5日にDVDおよびBlu-rayが発売された。

### 受賞とノミネート
| 賞                                 | 部門                                                     | 候補               | 結果 |
| ---------------------------------- | -------------------------------------------------------- | ------------------ | ---- |
| ゴールデンラズベリー賞             |                                                          |                    |      |
| 最低作品賞                         | 『アダルトボーイズ遊遊白書』                             | ノミネート         |      |
| 最低監督賞                         | デニス・デューガン                                       | ノミネート         |      |
| 最低主演男優賞                     | アダム・サンドラー                                       | ノミネート         |      |
| 最低助演男優賞                     | テイラー・ロートナー                                     | ノミネート         |      |
| 最低助演男優賞                     | ニック・スウォードソン                                   | ノミネート         |      |
| 最低助演女優賞                     | サルマ・ハエック                                         | ノミネート         |      |
| 最低脚本賞                         | アダム・サンドラー、ティム・ハーリヒー、フレッド・ウルフ | ノミネート         |      |
| 最低スクリーンコンボ賞             | 『アダルトボーイズ遊遊白書』の全キャスト                 | ノミネート         |      |
| 最低前日譚・リメイク・盗作・続編賞 | 『アダルトボーイズ遊遊白書』                             | ノミネート         |      |
| キッズ・チョイス・アワード         | 映画男優賞                                               | アダム・サンドラー | 受賞 |